# Kammgarnspinnerei Wernshausen
Die Kammgarnspinnerei Wernshausen war ein 1834 gegründetes Unternehmen der Textilindustrie im jetzigen Schmalkaldener Ortsteil Wernshausen, deren denkmalgeschützten Gebäude 2009 abgerissen wurden.

## Gründung und Expansion
1834 gründete Johann Christian von Weiß zunächst in Niederschmalkalden eine Kammgarnspinnerei. Damit erweiterte er sein erfolgreiches Geschäft mit Kammgarnen, das er 1820 in Bad Langensalza gegründet hatte.
1865 wurden erste Betriebswohnungen errichtet. 1881 übernahm die Kammgarnspinnerei Wernshausen den Betriebsteil in Niederschmalkalden. Ab 1920 begann man damit, das Betriebsgelände am Zusammenfluss von Werra und Schmalkalde in der Fläche auszudehnen. Fabrikgebäude und ein Verwaltungsgebäude, von Karl Behlert entworfen, kamen hinzu und bildeten schließlich das industrielle Gesicht an der Zwick, einem Kreuzungsbereich der Bundesstraße 19 und der Landesstraße 1026 nach Schmalkalden. Zu dieser Zeit arbeiteten für Weiß mehr als 2000 Beschäftigte. In den 1920er Jahren ging die Kammgarnspinnerei in Wernshausen an den Nordwolle-Konzern über. Nach dessen Konkurs 1931 entstand in Schmalkalden die rechtlich selbständige Auffanggesellschaft Kammgarnspinnerei an der Werra AG. 1937 übernahm das Unternehmen noch die Neue Kammgarnspinnerei Glücksbrunn GmbH in Glücksbrunn, die ebenfalls auf Johann Christian von Weiß zurückging.
In der DDR wurde die Kammgarnspinnerei als VEB weitergeführt und stellte auf Chemiefasern um. Nach der Wende arbeitete das Unternehmen weiter, nun als Kammgarnspinnerei an der Werra GmbH. Der historische Fabrikbau von Karl Behlert und weitere Gebäude wurden mit öffentlichen Mitteln saniert.

## Niedergang
Nachdem die Kammgarnspinnerei 1992 zunächst geschlossen worden war, erwarb 1994 die Wagenfelder Spinnereien GmbH (Gebr. Körner) das inzwischen in Hattdorfer Kammgarnspinnereien GmbH Niederschmalkalden mit Sitz in Hattorf umfirmierte Unternehmen. Der sogenannte Behlert-Bau, das Verwaltungsgebäude, wurde leergezogen.
2002 wurde das Ensemble unter Denkmalschutz gestellt. Das Ensemble stellte ein Industriedenkmal in Südthüringen dar. Von besonderem kulturellen Wert war das Verwaltungsgebäude mit Eingangsloggia und in weiten Teilen original erhaltener Ausstattung (Bleiglasfenster mit Motiven der Wollverarbeitung, Fresken im Foyer, Holzvertäfelung und Stuckdecken) sowie der Spinnereihochbau mit über 15.000 m³ Nutzfläche in fünf Geschossen.
Spätestens ab 2003 kündigte sich die Schließung der Kammgarnspinnerei in Wernshausen an.  Die Bemühungen die Schließung zu verhindern scheiterten. 2004 wurde die Produktion nach Tschechien verlagert.

## Abriss

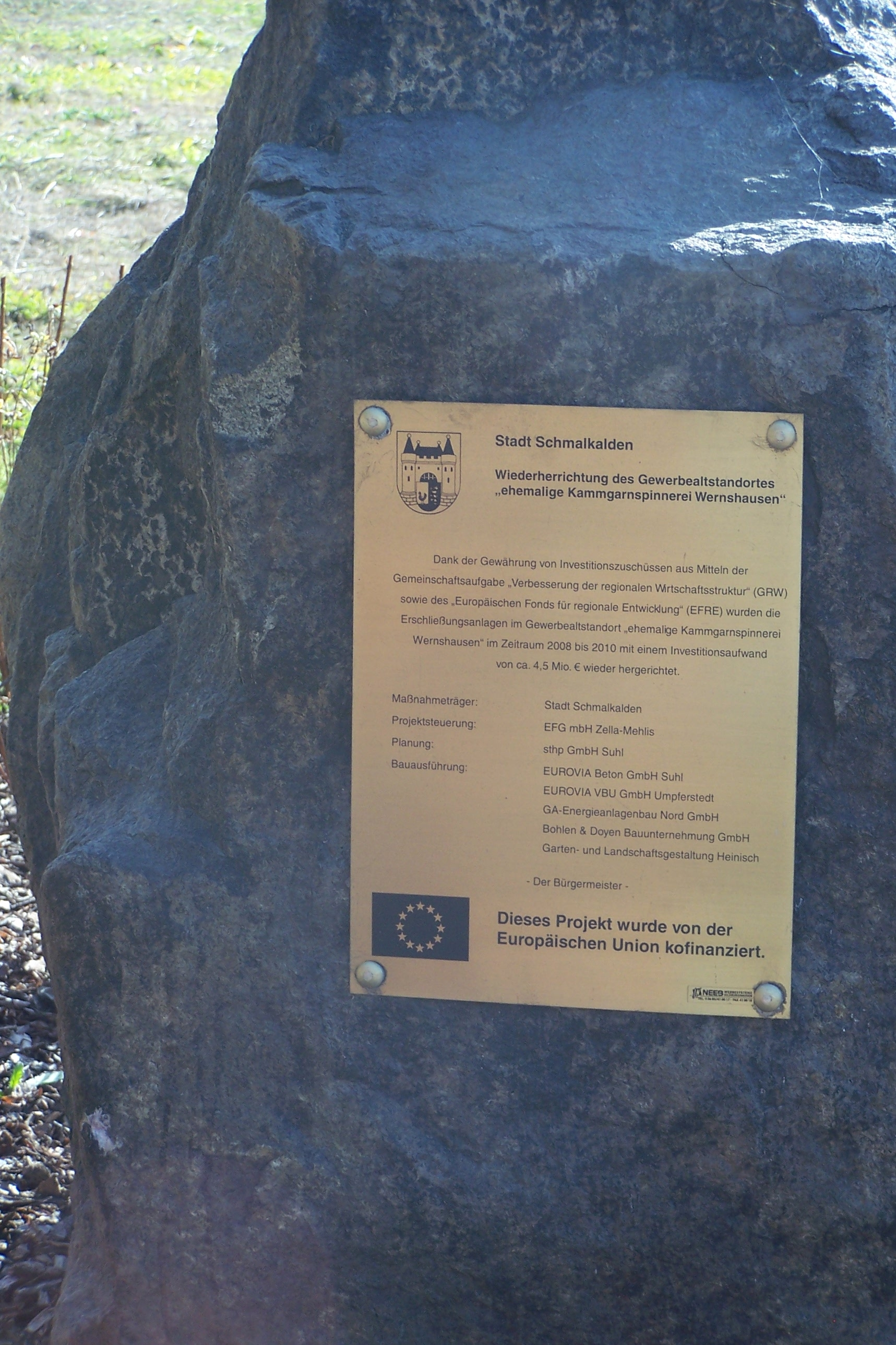
Ein „Denkmal“ informiert über die Erfolgsgeschichte der Altlastensanierung.

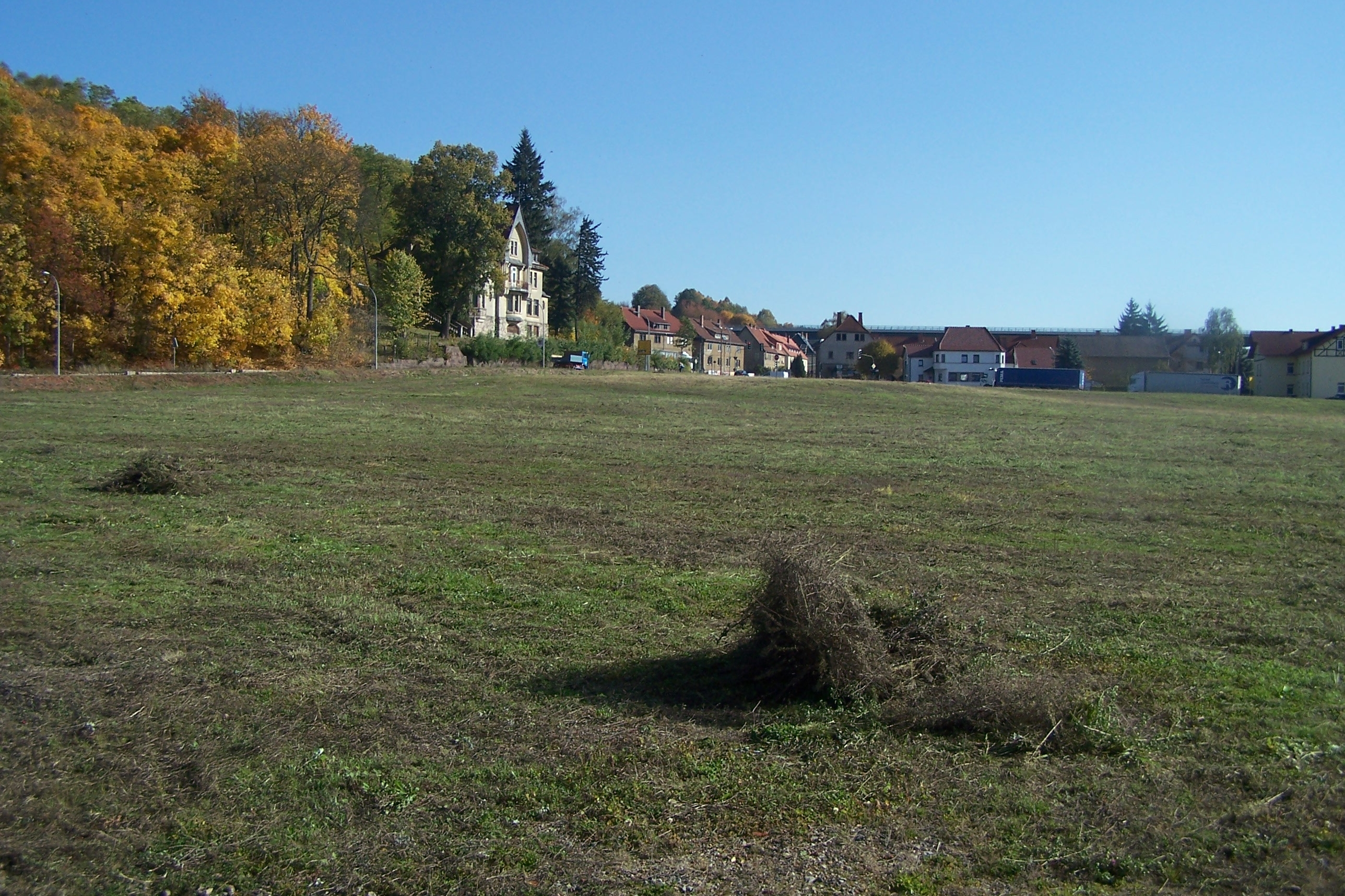
Ergebnis der Sanierung (2012)

Auf Beschluss der noch selbstständigen Gemeinde Wernshausen wurde der Abriss der bestehenden Gebäude aufgrund des Niedergangs der Kammgarnbetriebsteiles beantragt.
Der Beschluss zum Abriss wurde vom ehemaligen Wernshäuser Bürgermeister Rainer Stoffel (parteilos) mit Unterstützung des Landrats Ralf Luther (CDU) und der Thüringer Landesregierung gefällt und seit Mitte Januar 2009 umgesetzt. Gegner des Abrisses waren vor allem Jochen Halbig und der Freundeskreis Todenwarth e.V., der Schmalkaldener Museumsdirektor Kai Lehmann sowie verschiedene Intellektuelle, das Thüringische Landesamt für Denkmalpflege und Archäologie und die Fraktion der Linkspartei im Thüringer Landtag. Kritisiert wurde vor allem, dass ohne absolute Notwendigkeit und zu etwa 90 % finanziert aus Steuermitteln, ein landesweit bedeutsames Industriedenkmal abgerissen wurde. Die Linkspartei vertrat hierbei die Ansicht, dass mit den Fördergeldern in Höhe von 3,6 Millionen Euro das Denkmal ebenso gut gesichert und dadurch hätte erhalten werden können, insbesondere weil keinerlei Nachnutzung für das Terrain zu erkennen ist, was die Notwendigkeit für den Abriss sehr in Frage stellte. Unklar ist, ob erhaltenswerte Objekte wie etwa die Bleiglasfenster des Verwaltungsgebäudes gesichert wurden.
Als letztes wesentliches Gebäude wurde der Hochbau am 1. August 2009 gesprengt. Seit Juni 2010 steht das Gelände voll erschlossen zur Verfügung. Nach Eingemeindung Wernshausens zum 1. Dezember 2008 befindet sich das Gelände heute im Besitz der Stadt Schmalkalden.